# IC 3567
IC 3567 је спирална галаксија у сазвјежђу Береникина коса која се налази на листи објеката дубоког неба у Индекс каталогу.
Деклинација објекта је + 13° 36' 11" а ректасцензија 12h 36m 22,6s. Привидна величина (магнитуда) објекта IC 3567 износи 14,2 а фотографска магнитуда 15,0. IC 3567 је још познат и под ознакама CGCG 70-187, VCC 1660, NPM1G +13.0311, PGC 42044.